# Just One
Just One ist ein kooperatives Kommunikationsspiel der französischen Spieleautoren Ludovic Roudy und Bruno Sautter, das im Herbst 2018 beim belgischen  Verlag Repos Production erschienen ist. Just One wurde mit dem Kritikerpreis Spiel des Jahres 2019 ausgezeichnet und auf den Rang 9 des Deutschen Spielepreises gewählt.

## Thema und Ausstattung
Bei Just One sollen möglichst viele geheime Wörter erraten werden. In jeder Runde muss dabei jeweils ein Mitspieler basierend auf den Hinweisen der anderen vorgegebene Wörter herausfinden, wobei mehrfach vorhandene Hinweise entfernt werden.
Das Spielmaterial besteht neben einer Spielanleitung aus 110 Karten mit den Geheimbegriffen sowie je sieben Stiften und abwischbaren Hinweistafeln.

## Spielweise
Wie bei anderen kooperativen Spielen wird ein Team gebildet. Zu Beginn werden die Karten mit den Geheimbegriffen gemischt, von diesen werden 13 Karten abgezählt und als verdeckter Stapel in die Tischmitte gelegt. Jeder Spieler bekommt eine Hinweistafel und einen Stift. Bei nur drei Spielern erhält jeder Spieler zwei Tafeln. Danach wird ein Startspieler bestimmt.
In jeder Spielrunde muss ein Spieler einen Begriff auf einer der Karten erraten. Er zieht die oberste Karte und stellt sie, ohne sie anzusehen, so auf seine Tafel, dass alle anderen Spieler sie lesen können. Danach sagt er eine Zahl zwischen 1 und 5, um das zu erratende Wort zu bestimmen. Alle anderen Spieler müssen nun auf ihre Tafel ein Wort als Hinweis schreiben, ohne miteinander zu reden oder sich anderweitig abzustimmen. Dabei sind auch Zahlen oder Symbole als Worte zulässig, es dürfen jedoch keine Wörter mit dem gleichen Wortstamm, Übersetzungen des zu erratenden Wortes, andere Schreibweisen des gleichen Wortes oder erfundene Wörter gewählt werden. Wenn alle Spieler ihre Wörter aufgeschrieben haben, werden die Begriffe verglichen, wobei der aktive Spieler seine Augen schließen muss. Alle identischen oder ungültigen Hinweise werden aus der Runde entfernt und durch Umkippen der Tafel verdeckt. Danach öffnet der aktive Spieler die Augen und versucht, anhand der offenen Hinweise den gesuchten Begriff zu erraten. Er hat dafür nur einen Versuch.
Wenn der aktive Spieler den gesuchten Begriff erraten hat, wird die Karte offen neben den Nachziehstapel abgelegt. Gelingt es ihm nicht, wird sie gemeinsam mit der nächsten Karte des Nachziehstapels aus dem Spiel entfernt. Handelte es sich bei der Karte mit einem Fehlversuch um die letzte Karte des Stapels, wird zusätzlich zu ihr eine bereits gewonnene Karte entfernt. Wenn ein Spieler gar nicht raten möchte, kann er aussetzen und die aktive Karte aus dem Spiel nehmen.
Das Spiel endet, wenn der Nachziehstapel leer ist und entsprechend keine Fragekarte mehr gezogen werden kann. Das Team zählt die gewonnenen Karten und wertet das Ergebnis entsprechend der Spielanleitung: Je mehr Karten sie gewonnen haben, desto besser ist das Ergebnis.

## Erweiterung

### Just One - Neue Begriffe
Im Herbst 2020 erschien die Erweiterung Just One - Neue Begriffe. Sie verfügt über 110 Karten mit neuen Begriffen, sowie je zwei Stiften und abwischbaren Hinweistafeln für den 8. und 9. Spieler.

## Rezeption

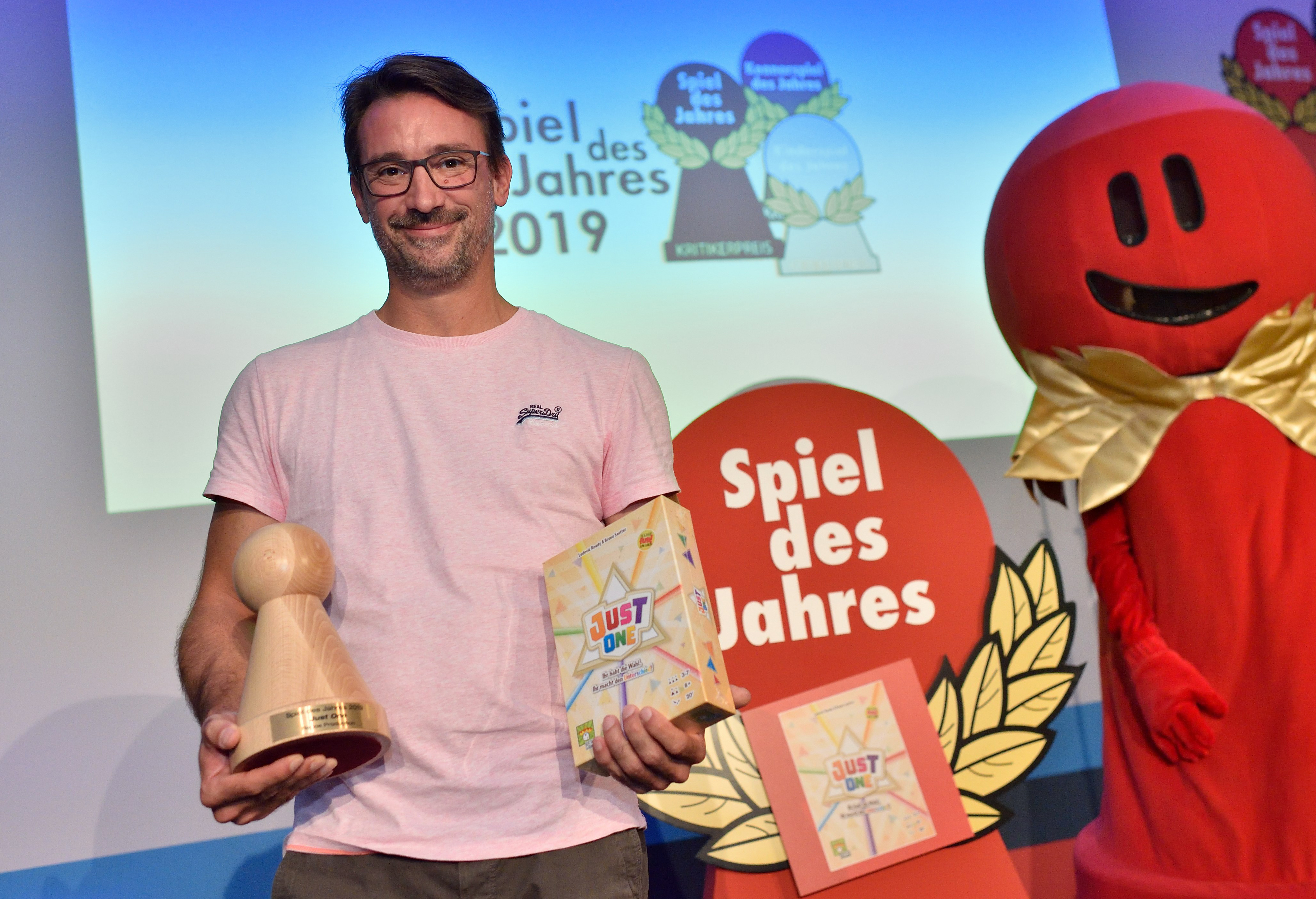
Bruno Sautter bei der Preisverleihung zum Spiel des Jahres 2019

Das Spiel Just One wurde von den Spieleautoren Ludovic Roudy und Bruno Sautter entwickelt und 2018 von Repos Production in mehreren Sprachen veröffentlicht.
Das Spiel wurde auf mehreren Plattformen positiv bewertet. Der Spielekritiker Wieland Herold bewertet das Spiel mit seiner zweithöchsten Wertung „Gerne morgen wieder“ und Udo Bartsch bezeichnet das Spiel in seinem Blog „Rezensionen für Millionen“ als „reizvoll“. Harald Schrapers vergleicht es mit dem Klassiker Codenames: Im Vergleich dazu gehe Just One flotter und erweise sich für lustige Einsteigerrunden als weitaus unkomplizierter sowie Garant für viel Spaß. „Wenn ein Mitspieler mit einem Begriff mal wieder um drei Ecken denkt und genau dies zum Erfolg führt, oder aber das Wort nicht erraten wird, weil keiner sich traut das Naheliegende zu sagen, sind das pure Emotionen“, unterstreicht Tim Koch die Qualität.
Im Juli 2019 wurde Just One als das Spiel des Jahres 2019 ausgezeichnet, nachdem es gemeinsam mit den Spielen Lama und Werwörter nominiert worden war. Die Jury begründet ihre Einschätzung wie folgt:

„Just One ist insbesondere durch seine Einfachheit genial. Es sticht dadurch hervor, dass es einen ungemeinen Sog entwickelt: Wer es in der Öffentlichkeit spielt, wird schnell Schaulustige anziehen, die am liebsten gleich mitspielen wollen. Und das machen diese dann oft auch, denn die Einstiegshürde ist so niedrig, dass jeder sie problemlos überwinden kann. Ein Geistesblitz kommunikativer Spielfreude, der in jeder Runde einschlägt und einen bleibenden Eindruck hinterlässt.“

Im September 2019 wurde das Spiel zudem auf dem Rang 9 des Deutschen Spielepreises gewählt.

## Belege
1. 1 2 3 4 5 6  Spielanleitung Just One, Repos Production 2018
2. ↑  Just One, Versionen bei BoardGameGeek. Abgerufen am 21. Mai 2019.
3. ↑  Wieland Herold: Just One. Rezension auf „Mit 80 Spielen durch das Jahr“, 7. November 2018; abgerufen am 21. Mai 2019.
4. ↑  Udo Bartsch: Just One Rezension auf „Rezensionen für Millionen“, 26. April 2019; abgerufen am 21. Mai 2019.
5. ↑  Harald Schrapers: Just One. Rezension auf „games we play“; abgerufen am 27. Juli 2019.
6. ↑  Tim Koch: Just One. Rezension auf „Spiele(r)leben“, 27. November 2018; abgerufen am 27. Juli 2019.
7. 1 2  Just One auf der Website des Spiel des Jahres e.V.; abgerufen am 21. Mai 2019.